# Juan Bautista Pérez de Cabo
Juan Bautista Pérez de Cabo (¿? - Alicante, 5 de noviembre de 1941) fue un político español de ideología falangista.

## Biografía
Falangista «camisa vieja», en 1935 publicó uno de los primeros libros sobre el nacionalsindicalismo, Arriba España, prologado por el propio José Antonio Primo de Rivera.
En diciembre de 1939 pasó a formar parte de la clandestina Junta Política de Falange Española Auténtica —en representación del Levante—, opuesta a la línea oficialista y franquista de FET y de las JONS. Paralelamente, Pérez de Cabo era delegado de Auxilio Social de Valencia. Desde su cargo en este organismo estuvo implicado en el estraperlo de productos de primera necesidad, si bien algún autor ha sugerido que ello habría sido para la obtención de fondos para la Falange Española Auténtica. Sería detenido por las autoridades franquistas bajo la acusación de estraperlo. Condenado a muerte, fue fusilado en Alicante el 5 de noviembre de 1941. Su ejecución fue utilizada como «chivo expiatorio» por todos los casos del estraperlo, pero también como castigo ejemplarizante por las conspiraciones de Falange «auténtica».
La noticia de su fusilamiento no fue recogida por la prensa, sometida a la censura franquista.